# باشگاه فوتبال شیخ جمال دانموندی
باشگاه فوتبال شیخ جمال دانموندی (انگلیسی: Sheikh Jamal Dhanmondi Club) یک باشگاه فوتبال در منطقه دانموندی داکا، بنگلادش است.
این باشگاه که در سال ۱۹۶۲ تاسیس شده سابقه ۳ قهرمانی در لیگ برتر فوتبال بنگلادش و ۳ قهرمانی در جام فدراسیون بنگلادش را در کارنامه دارد. باشگاه شیخ جمال در رشته‌های ورزشی دیگر همچون کریکت، بدمینتون و والیبال نیز فعالیت دارد.

## تیم کریکت
تیم کریکت باشگاه در لیگ کریکت داکا (Dhaka Premier League) و لیگ بیست‌تایی داکا (Dhaka Premier Division Twenty20 Cricket League) شرکت می‌کند. این تیم در سال ۲۰۱۸–۱۹ قهرمان لیگ بیست‌تایی شد و در سال ۲۰۲۱–۲۲ قهرمان لیگ کریکت داکا شد. کاپیتان‌های برجسته شامل نورول حسن (در سال‌های ۲۰۱۷–۱۸، ۲۰۱۸–۱۹، ۲۰۲۲–۲۳، ۲۰۲۳–۲۴) و ایمرول کایس (قهرمانی ۲۰۲۱–۲۲) هستند.

## تاریخچه
باشگاه شیخ جمال دانموندی کلاب از سال ۱۹۶۲ فعالیت خود را آغاز کرد و در سال ۲۰۰۹ به افتخار شیخ جمال، برادر نخست‌وزیر شیخ حسینه، تغییر نام داد. این باشگاه نقش مهمی در ورزش بنگلادش دارد و تیم‌های آن در مسابقات ملی و بین‌المللی شرکت می‌کنند.